# Traian Marc
Traian Alexandru Marc (n. 16 ianuarie 1983, Brașov) este un fotbalist român retras din activitateși care a evoluat pe postul de portar.

## Legături externe
- Traian Marc la romaniansoccer.ro